# 自然金
自然金（しぜんきん、native gold、gold）は、鉱物（元素鉱物）の一種。

## 概要
化学組成は Au （金）であるが、自然銀 （Ag）と固溶体を形成するため、銀を含むことが多い。結晶系は等軸晶系。色は黄鉄鉱や黄銅鉱に似ているが、条痕や硬度が異なる。非常に展性・延性に富む。地殻中の金の含有率は5ppb程度（1トンの岩石中に5ミリグラム入っている濃度）である。

## 産状
粒状、ひげ状、樹枝状、苔状、塊状や、まれに結晶で産する。同じ原子配列の銀と合金をつくりやすく、低温で生成したものには銀が多く中－高温で生成したものには少ない。熱水鉱床の石英脈・硫化鉱物の鉱脈中にごく稀に産出するほか、そのような岩体の風化・浸食に伴って、河川や湖沼・砂浜に漂砂鉱床を成すことがある。前者を山金（やまきん、さんきん）、後者を砂金（さきん）と呼ぶ。砂金は表面から銀が溶脱し金の比率が増加する。

## 自然金グループ
- 自然金 (gold) : Au
- 自然銀 (silver) : Ag
- 自然銅 (copper) : Cu